# Verrallina quadrifolium
Verrallina quadrifolium är en tvåvingeart som beskrevs av Steffen Lambert Brug 1934. Verrallina quadrifolium ingår i släktet Verrallina och familjen stickmyggor. Inga underarter finns listade i Catalogue of Life.